# NGC 299
NGC 299 是杜鹃座的一個疏散星团。該星團位於小麦哲伦星系內部，距離地球將近20萬光年，於1834年8月12日由約翰·赫歇爾發現。
天文學家分析NGC 299的OGLE-III測光觀測資料，結果在這個年輕疏散星團內未發現低光變幅度的脈動變星，與其他小麥哲倫星系內的年輕疏散星團不同。